# Frans Melckenbeeck
Frans Melckenbeeck, né le 15 novembre 1940 à Lede, est un coureur cycliste belge. Professionnel de 1962 à 1972, il a notamment remporté Liège-Bastogne-Liège et une étape du Tour de France 1963.

## Palmarès

### Palmarès amateur
- 1958
  - Étoile des Débutants :
    - Classement général
    - 1re, 3e et 4e étapes

  - Liège-Aywaille-Liège
- 1960
  - Bruxelles-Lede
- 1961
  -  Champion de Belgique sur route amateurs
  - 5e et 6eb étape du Tour de Belgique amateurs
  - Tour du Limbourg amateurs  :
    - Classement général
    - 1reb étape

  - Tour du Berry :
    - Classement général
    - 2e et 3ea (contre-la-montre) étapes

  - Championnat de Flandre-Orientale
  - Paris-Vailly
  - Grand Prix Somalia
  - Grand Prix de Vailly
  - Omnium de Gand
  - 2e du Tour de Belgique amateurs
  - 2e du Grand Prix Neuville
  - 2e de Gand-Wevelgem amateurs
  - 5e du championnat du monde sur route amateurs

### Palmarès professionnel
| - 1962 - 4e étape des Quatre Jours de Dunkerque - Escaut-Dendre-Lys - 1re étape du Tour de Luxembourg - 2e étape du Tour du Nord - Courtrai-Gammerages - 2e de Paris-Tours - 3e du Tour du Nord - 3e de la Gullegem Koerse - 1963 - Champion provincial des Clubs - Grand Prix de la Banque - 2e, 4e et 7e étapes du Tour du Sud-Est - Grand Prix du 1er mai - Liège-Bastogne-Liège - 5ea étape des Quatre Jours de Dunkerque - 4e étape du Tour de France - Grand Prix de Brasschaat (contre-la-montre) - 2e étape du Tour du Nord - 2e du championnat de Belgique des Clubs - 2e du Tour des Flandres - 2e d'Escaut-Dendre-Lys - 2e du Circuit de l'Aulne - 3e de la Coupe Sels - 3e du Championnat des Flandres - 10e de Paris-Tours - 1964 - Circuit Het Volk - 4e étape de Paris-Nice - Grand Prix de la Banque - 3e, 6e et 17e étapes du Tour d'Espagne - Grand Prix d'Isbergues - 1re étape du Tour de Picardie - Grand Prix de Fourmies - Grand Prix Marcel Kint - 2e du Grand Prix d'Aix-en-Provence - 2e du Grand Prix de Saint-Raphaël - 2e d'Escaut-Dendre-Lys - 3e de Kuurne-Bruxelles-Kuurne - 3e du championnat de Belgique sur route - 4e de Paris-Bruxelles - 5e de Paris-Tours - 6e de Paris-Roubaix | - 1965 - Grand Prix de Monaco - 10ea étape du Tour d'Espagne - 10e de Bordeaux-Paris - 1966 - 2eb étape du Tour de Belgique (contre-la-montre par équipes) - Circuit de la région linière - 2e du Circuit du Pays de Waes - 1967 - Champion provencial des interclubs - 3e et 4e étapes du Tour de Belgique - 1968 - Grand Prix de la ville de Zottegem - 10e du Paris-Roubaix - 1970 - Roubaix-Cassel-Roubaix - 2e du Grand Prix Raf Jonckheere - 1971 - Circuit de Flandre orientale - 3e du Circuit Escaut-Durme |  |

## Résultats sur les grands tours

### Tour de France
3 participations 
- 1962 : hors-délais (12e étapes)
- 1963 : abandon (9e étape), vainqueur de la 4e étape
- 1964 : abandon (9e étape)

### Tour d'Espagne
2 participations
- 1964 : 37e, vainqueur des 3e, 6e et 17e étapes
- 1965 : abandon (18e étape), vainqueur de la 10ea étape